# Чемпионат мира по трековым велогонкам 1935
Чемпионат мира по трековым велогонкам 1935 года прошел с 10 августа по 18 августа 1935 года в Брюсселе, Бельгия. Соревнования проводились в двух дисциплинах — в спринте и в гонке за лидером для любителей и для профессионалов отдельно. 

## Медалисты
Профессионалы
| Дисциплина       | Золото      | Серебро        | Бронза       |
| Спринт           | Джеф Шеренс | Альберт Рихтер | Луи Жерардин |
| Гонка за лидером | Шарль Лакюе | Эрих Меце      | Жорж Ронссе  |

Любители
| Дисциплина | Золото       | Серебро      | Бронза              |
| Спринт     | Тони Меркенс | Ари ван Влит | Йохан ван де Вейвер |